# فرانتس کنراد فن هتسندورف
فرانتس زاور یوزف گراف کنراد فن هتسندورف (Franz Xaver Josef Graf Conrad von Hötzendorf؛ نوامبر ۱۸۵۲– ۲۵ اوت ۱۹۲۵) یک ژنرال اتریشی بود که در طول جنگ اول جهانی به عنوان رئیس ستاد ارتش امپراتوری اتریش-مجارستان خدمت کرد. کنراد از ۱۹۰۶ تا ۱۹۱۷ سمت ریاست ستاد را برعهده داشت هر چند که در ۱۹۱۱ موقتاً از کار برکنار شد. وی را از مسئولان و مسببان بحران ژوئیه که به جنگ اول جهانی منجر شد، می‌دانند. برای سالیان سال، وی به عنوان کسی که خواهان جنگی پیشگیرانه با پادشاهی صربستان برای نجات امپراتوری چند ملیتی اتریش_مجارستان بود، شناخته می‌شد. بعدها وی گفت که حکومت متبوعش ظرف یازده ساعت تصمیم به حمله به صربستان را گرفته بود. ارتش ناآماده بوده و وی به سیاستمداران متوسل شد تا نقشه‌هایش را پیش ببرند. کنراد ناآگاه بود که امپراتوری آلمان بخش اعظم نیروهایش را نه به بالکان (جایی که صربستان قرار داشت) بلکه به مرزهای شرقی اش برای تقابل با روسیه می‌فرستد. کنراد همچنین نگران حمله روسیه بود و زمانی که ارتش تزار گذرگاه‌های کوه‌های کارپات را گرفته و در آستانه تهاجم به مجارستان بود، ایتالیا در آوریل ۱۹۱۵ در کنار متفقین وارد جنگ شد. در تابستان ۱۹۱۵ ائتلاف اتریشی_آلمانی توانست گالیسی و لهستان را با عملیات «تهاجم گورلیس_تارنوف» بازپس گیرد و صربستان هم در ماه اکتبر توسط نیروهای ژنرال مکنسن مفتوح گردد اما از سال ۱۹۱۶ پس از شکست ارتش اتریش در برابر «تهاجم بروسیلوف»، ارتش این کشور به‌طور فزاینده ای به حمایت‌ها و فرماندهی آلمان متکی شد. بدون حمایت از سوی متحد آلمانی شان، ارتش اتریش_مجارستان نیرویی پوسیده بیش نبود. در یکم مارس ۱۹۱۷ امپراتور جوان کارل یکم (اتریش) وی را پس از شکست در حملهٔ ترنتینو در شمال شرق ایتالیا از کار برکنار ساخت.
برای دهه‌ها وی به عنوان استراتژیستی درخشان که هرچند تمامی نبردهای بزرگش را واگذار کرده بود، در نظر گرفته می‌شد. تاریخدانان اکنون وی را به عنوان بازنده ای که نقشه‌های پرآب و تابش، غیرعملی بودند، می‌بینند. در طول ریاستش بر ستاد، نتایج فاجعه بار عملیات‌هایش، ارتش اتریش را به فروپاشی و اضمحلالی که همواره انتظارش می‌رفت، دچار نمود. 

## از ریاست ستاد تا جنگ اول جهانی
در نوامبر ۱۹۰۶ وقتی به پیشنهاد وارث تاج و تخت امپراتوری یعنی آرشیدوک فرانتس فردیناند وی به ریاست ستاد ارتش منصوب گردید، توانست برای خود به عنوان نویسنده و آموزگار جنگی، شهرتی کسب کند. همانند سایر افسران اتریش_مجارِ نسل خود، او تجربه کمی در هدایت نبرد داشت اما راجع به تئوری و تاکتیک، نوشته‌ها و مطالعاتی وسیع داشت. تألیفات وی در زمینه تاکتیک‌های پیاده‌نظام فروش زیادی داشته و در ویرایش‌های متعددی چاپ شدند. وی در راه نوسازی نیروهای مسلح حکومت متبوعش، تلاشی خستگی ناپذیر به خرج می‌داد.
امپراتور قیصر فرانتس یوزف یکم در سال ۱۹۱۰ به وی عنوان اشرافی فرایِر (Freiherr) را عطا کرد. اختلافات کنراد با وزیرخارجه دولت آلوئیس لِگزا فون اَهرِنتال_ که چندین بار با پیشنهاد کنراد مبنی بر به راه انداختن جنگی پیشگیرانه با ایتالیا مخالفت کرده بود_ بر سر بحران بوسنی ۱۹۰۸، موجب برکناری اش از ریاست ستاد گردید؛ بهانه برکناری اش هم روابط نامشروعش با زنی به نام ویرجینیا راینینگهاوس که بعدها همسرش شد، بود. اَهرنتال سال بعد استعفا نموده و درگذشت، اکنون بار دیگر اصرار ولیعهد در خلال جنگ‌های بالکان انتصاب مجدد کنراد را به سمت ریاست ستاد باعث شد.
هر چند تفکرات و نظریات کنراد تأثیری بسزا بر فرایند تصمیم‌گیری در حکومت وین به خصوص در زمینه آغاز جنگ اول جهانی داشتند، اما تاریخ‌نگار جان لزلی، وی را به عنوان یک «منزوی» که به راحتی دوستی نمی‌یافت و فاقد مهارت سیاسی بود، توصیف کرده‌است.

## جنگ اول جهانی

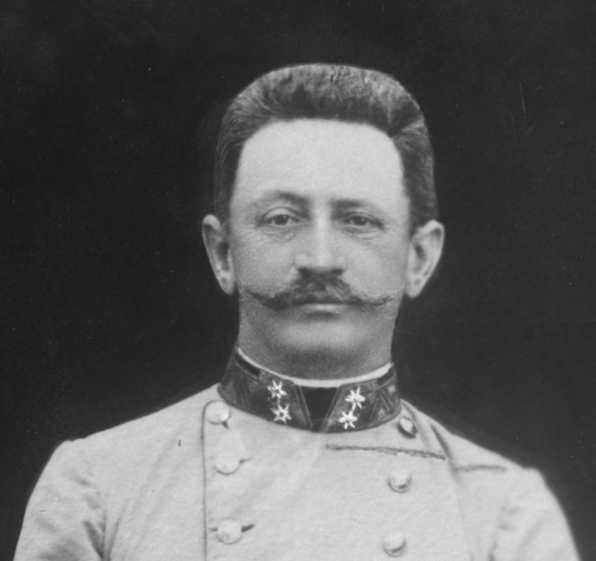
ژنرال هتسندورف در سال ۱۹۰۶

### نقشه جنگی
شهرتی که کنراد به عنوان یک نویسنده نظامی برای خود به هم زده بود، توجه به نقشه‌های جنگیِ تفننی اش را هم در پی داشت؛ طرح جنگی وی برای تقابل جداگانه با دشمنان احتمالی تنظیم شده و احتمالِ جنگ دوجبهه ای همزمان با صربستان و روسیه را در نظر نگرفته بود. نقشه‌هایش از دیدگان سیاستمداران و دیپلماتهای اتریش_مجاری پنهان نگه داشته شده و تنها وعده داده بود که این طرح‌ها پیروزی سریعی را به ارمغان خواهند آورد. کنراد در این طرح جنگی، سربازانی بیش از آنچه عملاً در دسترس داشت و سیستم راه‌آهن را بیش از ظرفیتش، در نظر گرفته بود. در عمل سربازان وی کم شمارتر از دشمن بودند. نقشه اش بر پایه زمان حرکت قطارها استوار بوده و هشدارهای هم نژادانِ آلمانی اش مبنی بر اینکه روس‌ها کیفیت راه‌آهن خود را بسی بهبود داده‌اند، نادیده گرفت. این رئیس ستاد مفروضات را بر این گذاشته بود که جنگ در مدت شش هفته به پیروزی اتریش_مجارستان منتهی خواهد شد، روس‌ها برای بسیج نیروهایشان به ۳۰ روز وقت نیاز داشته و ارتش‌های اتریش_مجارستان طی دوهفته برای نبرد، عملیاتی خواهند شد. وقتی جنگ جرقه خورد، تأخیرات متعددی مشاهده شده و کنراد به نحوی افراطی در میانه فرایند بسیج نیروها، برنامه‌ها را تغییر داد و ناخواسته اوضاع خراب نیروهای مسلح را تشدید کرد. روس‌ها سریعتر از آنچه وی انتظار داشت عمل کردند: بسیج دو سوم از نیروهایشان در ۱۸ روز و فعال کردن ۳۶۲ قطار در مقابلِ تنها ۱۵۳ قطار اتریشی در یک روز.
در طول بحران ژوئیه به محض ترور آرشدوک فرانتس فردیناند، کنراد از اولین حامیان جنگ با صربستان جهت تنبیه این کشور بود. آلمان با همه توانش اصرار می‌ورزید که حمله به صربستان به سرعت انجام گیرد اما کنراد یک ماه در حمله تأخیر نمود. بسیاری از واحدهای ارتش برای فصل برداشت محصول در مرخصی بوده و بازگشت آنها تا ۲۵ ژوئیه زمانبندی نشده بود. الغای مرخصی آنها به معنای با مشکل مواجه شدنِ برداشت محصولات کشاورزی و نتیجتاً منبع غذایی مردم، ایجاد تداخل در زمانبندی حرکت قطارها، هشدار دیپلماتهای اروپایی به طرحهای وین و فرصت دادن به صربستان برای بسیج نیروهایش بود. به علاوه قیصر فرانتس یوزف یکم نیز به تعطیلات تابستانی طولانیِ سه هفته ای اش رفته بود. زمانی که کنراد بالاخره در ۲۹ ژوئیه به صربستان حمله نمود، توسط صربها عقب زده شد.

### شکستها
پس از این حمله وقتی که وی بار دیگر آماده حمله شده بود، در ۱۲ اوت ارتشش را به صربستان فرستاد، جایی که با تلفات ۱۰۰٬۰۰۰ سرباز، شکستی به تمام معنا را متحمل شد. در ۲۲ اوت وی جبهه ای حتی وسیعتر در برابر روس‌ها در سرزمین گالیسیا (اروپای شرقی) گشود که با تلفات ۵۰۰٬۰۰۰ اتریشی، این بار فاجعه ای رقم خورد؛ در عوض وی کارشناسان و خبرگان راه آهنش را سرزنش کرد. وی نامنتظره مجبور به مقابله با تهاجم ارتش امپراطوری روسیه به گالیسیا شد چرا که نقشه‌هایش قدرت و سرعت روس‌ها را دست کم گرفته و برعکس ضعف کاملاً مشهود نیروهای خودش را ندید گرفته بودند.
پس از پیروزی‌های بزرگ آلمان به خصوص در نبرد حماسه ای تاننبرگ و نیز رکود در جبهه غرب پس از شکست نبرد اول مارن، آلمان‌ها اکنون توان کمک به اتریش را داشتند. هرچند که وی رسماً سمت فرماندهی کل را داشت، آلمان‌ها به‌طور فزاینده ای وی را کنار گذاشته و خود زمامدار امور شدند. حکومت برلن ارتش‌هایی در حجم عظیم را به ائتلاف اتریشی_آلمانی اختصاص داده و توانستند بخش اعظم صربستان و رومانی (با فرماندهی ژنرال مکنسن) و مونته‌نگرو را تصرف کرده و جبهه ای در برابر ایتالیا را نیز بگشایند. کنراد به وزیر خارجه جدیدشان، استفان بوریان اصرار کرد که سرزمین‌های فتح شده را به امپراطوری هابسبورگ منضم کند، از سوی دیگر وی مستمراً هم بر علیه نخست‌وزیر مجارستان، ایشتوان تیستسا و هم صدراعظم اتریش، کارل فون اشتورخ _که او را ابله می‌دانست_ دسیسه می‌چید که البته به نتیجه ای نرسید. افزون بر این روابطش با فرماندهی عالی ارتش آلمان(OHL) به خاطر روابط سردش با رئیس ستاد آنها یعنی اریش فون فالکنهاین نیز به بدتر شدن می‌گروید.

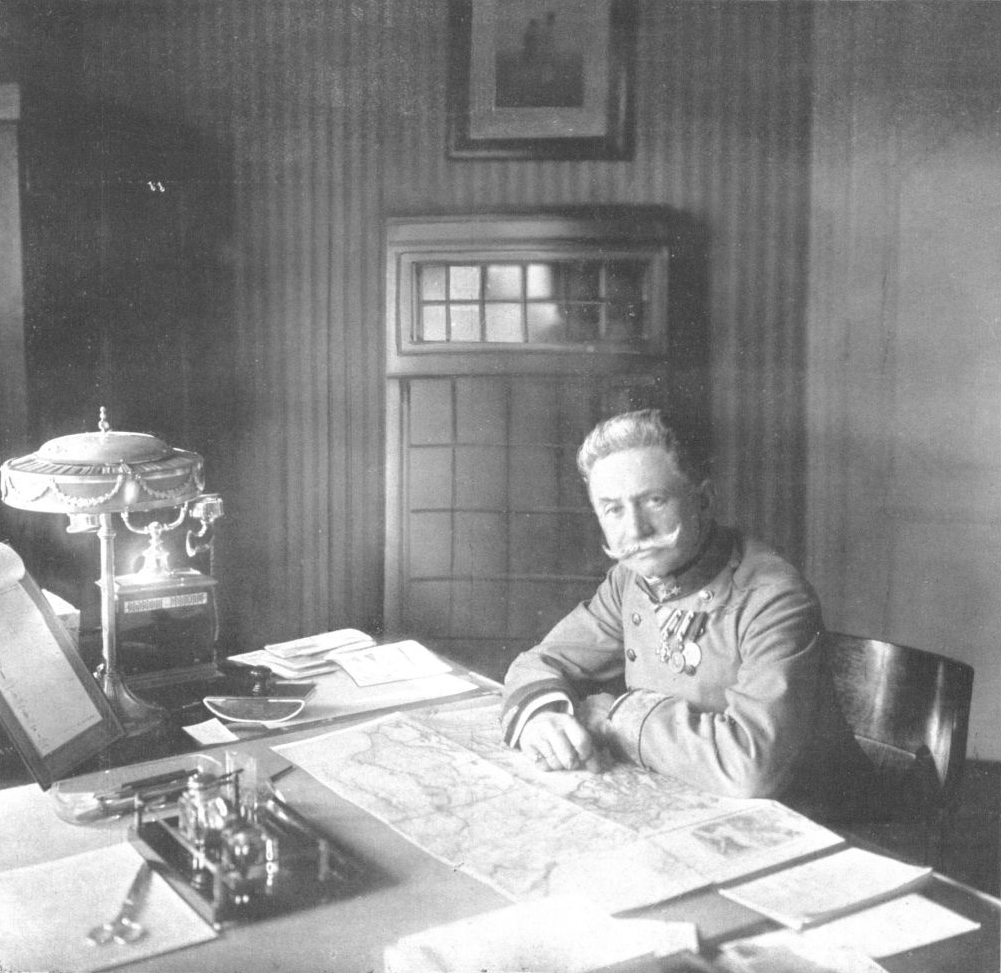
در دفتر کارش سال ۱۹۱۴

### نزول از قدرت
با مرگ قیصر فرانتس یوزف پس از هفت دهه حکمرانی اش بر خاندان هابسبورگ و به تاج و تخت رسیدن امپراتور کارل یکم در نوامبر ۱۹۱۶، کنراد به درجه فیلد مارشالی ارتقا داده شد. امپراتور کارل زمانی که ولیعهد بود، به امپراتور سابق گزارش داده بود که سوء مدیریت در رده فرماندهی عالی نیروهای مسلح جز با جایگزینی کنراد بر طرف نخواهد شد، در عین حال وی اقرار کرده بود که یافتن جانشینی مناسب برای وی سهل نخواهد بود. اکنون که کارل به قدرت رسیده بود، قدرت و نفوذ کنراد رو به اضمحلال می‌رفت. در دسامبر ۱۹۱۶ بازرس کل و فرماندهٔ کل قوای ارتش اتریش_مجارستان (با رئیس ستاد اشتباه نشود. م) یعنی آرشدوک فریدریش، توسط امپراتور جوان از کار برکنار شد تا خود کارل عهده‌دار این سمت شود. کارل کنترل عملی تمامی رده‌ها و واحدهای ارتش در نیروی زمینی و دریایی را در پنجه خود گرفته و در روز یکم مارس ۱۹۱۷ رسماً کنراد را از ریاست ستاد برکنار نمود، کنراد هم درخواست بازنشستگی کرد اما امپراتور کارل شخصاً از وی خواست که در مسئولیت‌های عملی باقی بماند و وقتی کنراد پذیرفت، وی را به فرماندهی گروه ارتش تیرول جنوبی در ایتالیا منصوب نمودند. در اواخر بهار ۱۹۱۸ شکست حمله اتریش_مجارستان تحت فرماندهی مشترک کنراد و اسوتزار بُروئِویچ علیه ایتالیایی‌ها که با تلفاتی سنگین و خونین همراه بود، سرزنش‌ها و انتقادات را متوجه فرماندهی امپراطوری نمود.
برای هویت‌شناسی هرچه بیشتر کنراد باید وی را در زمرهٔ آن دسته از متنفذینِ دربارِ امپراطوری قرار داد که خواهان ادامه جنگ بودند. در چنین فضایی کنراد به عنوان «مرد خُردشده» توصیف می‌شود، شاید برای اینکه پیکان انتقاداتِ هرچه بیشتر را از سمت وی منحرف کنند. در همان زمانی که اخراج شد، از مقام اجتماعی «فرایِر»(Freiherr)که معمولاً معادل بارون است، به مقام اشرافی «گراف» که تقریباً معادل کنت در کشورهای انگلیسی زبان است، ارتقا دادند.

## مرگ
پس از جنگ، کنراد هرگونه گناه شخصی در وقوع جنگ و نتایج آن را منکر شده و دربار امپراطوری و سیاسیون آن را مقصر دانست. در روز ۲۵ اوت ۱۹۲۵ در حالیکه روند درمانش در باد مرگنتهایم آلمان را سپری می‌کرد، در حالت بیماری و عصبی درگذشت. وقتی در دوم سپتامبر در گورستان هایتزیگ در وین دفن شد، بیش از ۱۰۰٬۰۰۰ نفر مراسم تشییع جنازه اش را به جا آوردند. در سال ۲۰۱۲ پس از جدل‌های طولانی، قبر وی که عنوان "قبر قهرمان"(به آلمانی: Ehrengrab) را داشت، به "قبر تاریخی" تغییر عنوان داده شدو هم‌اکنون برخی خیابان‌های شهرهای اتریشی گراتز و برندورف به نام وی نامگذاری شده و یونیفورم و برخی متعلقات شخصی وی در موزه تاریخ نظامی وین(Heeresgeschichtliches Meuseum) در معرض دید بازدیدکنندگان قرار داده شده‌اند.

## کارنامه و استراتژی
میراث کنراد به عنوان یک فرمانده هنوز جای بحث دارد، تاریخ نگاران پیشین وی را یک نابغه نظامی دانسته در حالیکه تاریخ نگاران متأخر وی را یک تماماً شکست خورده معرفی می‌کنند. یکی از تاریخ نگاران وی را «احتمالاً بهترین استراتژیست جنگ جهانی» توصیف کرده‌است. در جنبه‌های نظامی، کنراد بر اهمیت حمله، پیاده‌نظام آموزش دیده و حملات استراتژیکی و تاکتیکی تأکید داشت. اما تاریخ‌نگار نظامی گونتر روتنبرگ استدلال کرده که طرح‌های پر زرق و برق و غیرواقعگرای وی، واقعیات جغرافیایی و آب و هوایی را ندیده گرفته و مکرراً قدرت دشمن و سودمندی آتش سریع توپخانه را دست کم می‌گرفت. کنراد همچنین هرگونه دست داشتن در آغاز جنگ یا مسئولیت شکست اتریش-مجارستان را منکر شده و چنین دلیل میاورد که «تنها یک کارشناس نظامی بوده که صدایی در تصمیم‌گیری‌های کلیدی حکومت نداشته‌است.» 
اما از دیدگاه تحسین کنندگانش، وی یک نابغه نظامی بود. ژنرال و نظریه‌پرداز نظامی، بوریس شاپوشنیکف، در کتاب خود Mozg Armii(به فارسی:مغز متفکر ارتش)منتشره در ۱۹۲۷، وی را الگویی برای یک رئیس ستاد نمونه دانسته‌است. تاریخ‌نگار نظامی سیریل فالس در کتاب جنگ بزرگ، منتشره در ۱۹۵۹ بحث کرده که کنراد احتمالاً بهترین استراتژیست جنگ که طرح‌های درخشانی داشت بوده‌است. استدلال این تاریخ‌نگار این بود که ژنرال‌های آلمانی اکثر طرح‌های جنگی تهاجمی موفقشان در جبهه شرق را بر پایه طرح‌های کنراد پی ریزی کرده بودند. ژنرال آلمانی پاول فون هیندنبورگ، کنراد را به عنوان مردی سرشار از قابلیت‌های فوق‌العاده و ژنرالی شجاع که تنها بر اثر ضعف ارتش خودش بازداشته می‌شد، توصیف نموده‌است.
منتقدین اما ادعا می‌کنند که اشتباهات وی اولین سال جنگ را به فاجعه کشانده و توان ارتش چند ملیتی اتریش_مجارستان را فلج نمود. برای مثال در ۱۹۱۴ در جبهه صربستان به فرماندهی ژنرال اسکار پوتیورِک، ارتش صرب‌ها به رغم برتری عددی عظیم ارتش اتریش_مجارها ثابت کرد که خیلی بیش از آنچه کنراد توقع داشت، نیرومند است. پس از شکست ناپذیری در تمامی نبردهای تهاجمی به صربستان، اسکار پوتیورک و نیروهایش سرانجام در پایان ۱۹۱۴ در مقیاسی عظیم مجبور به عقب‌نشینی از صربستان شدند. همچنین اولین تهاجم اتریش_مجارستان در برابر روس‌ها یعنی نبردهای گالیسیا و محاصره فاجعه آمیز پره میشل(Przemyśl)، نه به خاطر موفقیتشان بلکه به خاطر بی تأثیر بودن و تلفات عظیم انسانی که تحمیل نمودند، جلب توجه می‌کردند. کنراد کاملاً مسئول این تلفات بود چرا که وی نیروهایی بیش از اندازه به صربستان و نیروهایی بازهم بیشتر برای توقف پیشروی روسیه گسیل داشته بود. کنراد متحدین ژرمنی خود را که در نبرد غرور آمیز تاننبرگ، روس‌ها را از پروس شرقی بیرون رانده بودند، به خاطر عدم کفایت حمایت‌های نظامی شان سرزنش می‌کرد. بزرگ‌ترین شکست مفتضحانه در تابستان ۱۹۱۶ رقم خورد، زمانی که تهاجم بروسیلوف (به فرماندهی آلکسیس بروسیلوف روسی. م) به عنوان یکی از مرگبارترین نبردها در تاریخ نظامی با وارد نمودن تلفات ۶۰۰٬۰۰۰ نفری به اتریش_مجارها چنان ضربه ای به ارتش امپراطوری زد که دیگر نمی‌توانستند بدون کمک آلمان هیچگونه حمله ای به راه اندازند. این فاجعه بیشتر ناشی از اعتماد بیش از حد اتریشیان به خود بود چراکه کنراد نیروهای تقویتی را به جبهه ایتالیا فرستاده و تهدید روس‌ها را دست کم گرفته بود. بیشتر پیروزی‌های اتریش در جبهه شرق تنها به لطف همکاری با سرفرماندهی عالی ارتش آلمان که روز به روز به کمکش وابسته می‌شد، امکان‌پذیر بودند. پس از شکستهای کنراد در اولین سال جنگ، وی به‌طور فزایده ای توسط متحدین ژرمن کنار گذاشته و نادیده گرفته شد.
کنراد یک معتقد به داروینیسم اجتماعی بود که زندگی را تلاشی بی پایان برای بقا می‌دانست که در آن حمله تنها صورتِ مؤثر دفاع است. فرایند قدرت‌گیری نخبگان مجار در امپراطوری اتریش_مجارستان وی را نگران می‌کرد، و اعتقاد داشت که این فرایند چیزی را که وی «امپراطوری ژرمنی_اتریشی» می‌نامید، تضعیف می‌کند. او همچنین نسبت به آرزوها و جاه طلبی‌های ایتالیائیان در بالکان نگران بود و بزرگ‌ترین خواسته اش، به راه انداختن جنگی پیشدستانه در برابر پادشاهی کوچک صربستان برای خنثی کردن تهدید پان اسلاویسم صربی و همزمان با آن، تغییر توازن سیاسی در امپراتوری به ضرر مجارها، با وارد کردن اسلاوهای بیشتری در یوگسلاوی سوم تحت کنترل اتریشیان بدون توجه به حق تعیین سرنوشت بود. با توجه به گفته‌های هیو استراکان، «کنراد فون هوتسندورف جنگ پیشگیرانه علیه صربستان را برای اولین بار در ۱۹۰۶ و سپس در ۱۹۰۹_۱۹۰۸، در ۱۹۱۳_۱۹۱۲، در اکتبر ۱۹۱۳ و مه ۱۹۱۴ و نیز از یکم ژانویه ۱۹۱۳ تا یکم ژانویه ۱۹۱۴ بیست و پنج بار جنگ با صربستان را پیشنهاد کرده بود.»